# Cheiracanthium denisi
Cheiracanthium denisi är en spindelart som beskrevs av Lodovico di Caporiacco 1939. Cheiracanthium denisi ingår i släktet Cheiracanthium och familjen sporrspindlar. Inga underarter finns listade i Catalogue of Life.